# بيلني
شركة بيلني بي اي إل إن آي اختصاراً لـ "Pelayaran Nasional Indonesia" والتي تعني "الشركة الوطنية للملاحة الإندونيسية"، هي الشركة الوطنية للنقل البحري للركاب والبضائع في إندونيسيا. تلعب هذه الشركة دوراً حيوياً في ربط مختلف الجزر والمدن في أرخبيل إندونيسيا الشاسع، خاصة للمناطق النائية التي يصعب الوصول إليها.

## الأهمية
تشكل حلقة الوصل الرئيسية بين الجزر الإندونيسية، خاصة تلك النائية التي يصعب الوصول إليها بطرق أخرى. وتقدم الشركة خدمات نقل رخيصة الثمن مقارنة بوسائل النقل الأخرى، مما يجعلها خياراً جذاباً للعديد من الإندونيسيين. حيث تحصل على إعانات لتمكينها من تقديم خدماتها بأسعار معقولة بدعم حكومي كبير بهدف المساهمة في التنمية الاجتماعية والاقتصادية للعديد من المناطق في إندونيسيا، وتمتلك امتيازا حصريا على بعض المسارات البحرية، مما يعزز مكانتها في السوق.

## الأسطول والموانئ
| إسم المركب            | تاريخ الصنع | السعة | المسار (كما في 2022) |
| --------------------- | ----------- | ----- | --- |
| كيه ام اوو            | 1991        | 969   | - المسار الأول: سورابايا > بينوا (دنباسار) > سابي (بيما) > وينجابو > إندي > جزيرة سافو > جزيرة روتي > كوبانغ > لارانتوكا > كالاباهي > كوبانغ > جزيرة روتي > جزيرة سافو > إندي > وينجابو > ساب > بينوا > سورابايا - المسار الثاني: سورابايا > كوماي |
| كيه ام بوكت رايا      | 1994        | 970   | جاكرتا > بانغكا > كيجانغ > ليتانغ (جزيرة جيماجا) > تاريمبا > جزر ناتونا > ميدان > سراسان > قونتيناك |

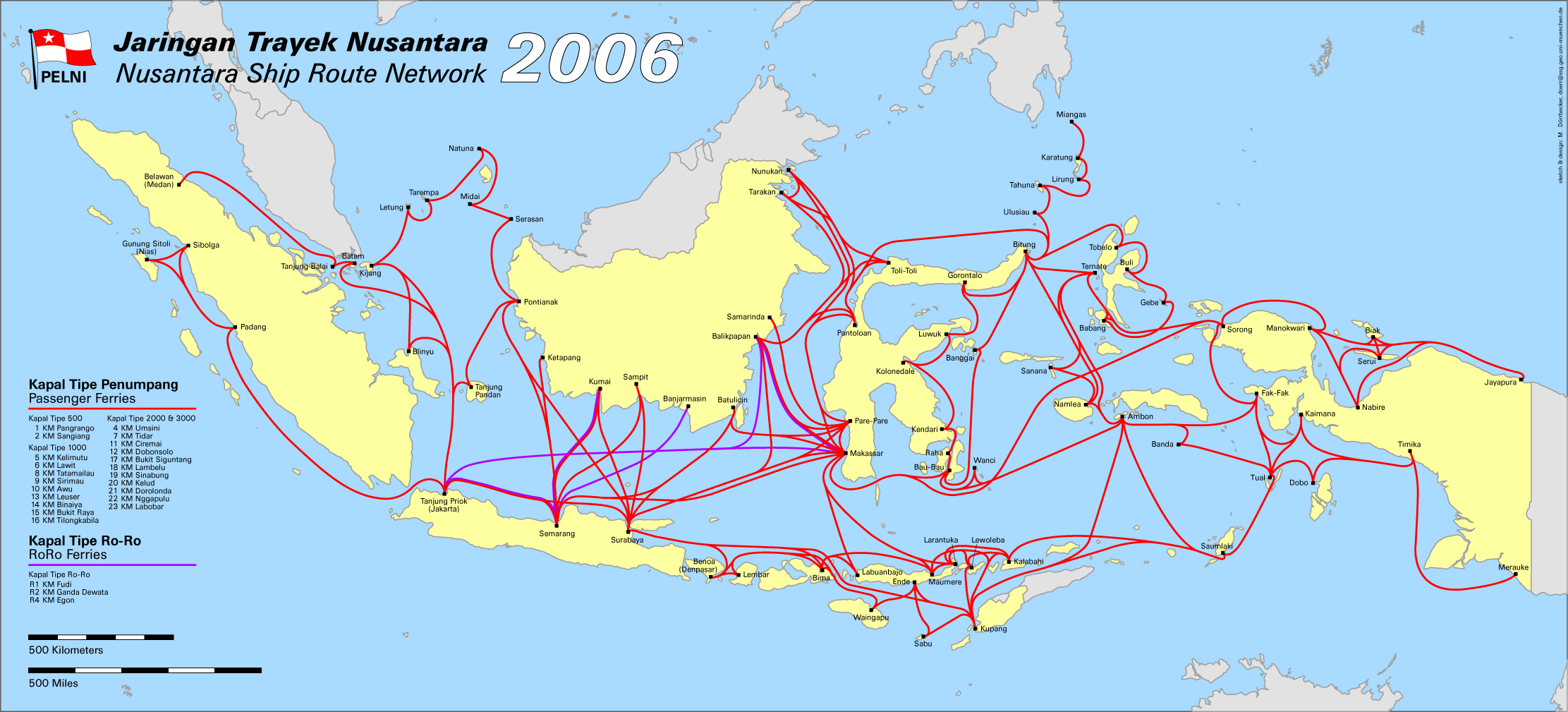
شبكة خطوط الشحن والعبارات للشركة عبر جزر إندونيسيا

| كيه ام بوكيت سيغونتان | 1995        | 2003  | - المسار الأول: ماكاسار > موميري > ليوليبا > كوبانغ - المسار الثاني: ماكاسار > باري باري > باليكبابان > توليتولي > تاراكان > نونوكان > باليكبابان > باري باري                                                                                      |
| كيه ام سيراماي        | 1991        | 1973  | جاكرتا > سورابايا > ماكاسار > باو باو > سورونغ > مانوكواري > بياك > جايابورا |
| كيه ام دوبون سولو     | 1993        | 1974  | جاكرتا > سورابايا > ماكاسار > باو باو > أمبون > سورونغ > سِرُوي > جايابورا |
| كيه ام دورولوندا      | 2001        |       | بيتونغ > تيرنات > أمبون > نامليا > باو باو > ماكاسار > سورابايا > جاكرتا > كيجانغ |
| كيه ام إيجون          | 1991        | 520   | - المسار الأول: سورابايا > لمبار > وينجابو - المسار الثاني: سورابايا > باتو ليكين > باري باري > بونتانغ > نونوكان - المسار الثالث : سمارانغ > كوماي - المسار الرابع: سمارانغ > سامبت                                                               |
| كيه ام ديمبو          | 2006        | 1583  | جاكرتا > سورابايا > ماكاسار > سورونغ > مانوكواري > نابير > جايابورا |
| كيه ام كليموتو        | 1985        | 920   | - المسار الأول: سورابايا > كوماي - المسار الثاني: سورابايا > سامبت > سمارانغ > كوماي > سمارانغ > كاريمون جاوة > سمارانغ > سامبت > سورابايا |
| كيه ام كلود           | 1998        | 1906  | جاكرتا > باتام > كاريمون > بلاوان |
| كيه ام لاويت          | 1986        | 920   | - المسار الأول: سمارانغ > كاريمون جاوة - المسار الثاني: سمارانغ > بونتياناك > بليتونغ > جاكرتا > بليتونغ > بونتياناك > سورابايا > بونتياناك > سمارانغ                                                                                              |
| كيه ام ليوسر          | 1994        | 970   | سورابايا > بينوا > ساب > لابوان باجو > ماكاسار > باو باو > وانغي وانغي > نامرول > أمبون > باندا نايرا > ساوملاكي > جزيرة لارات > توال > دوبو > تيميكا > اقات > ميروكي                                                                              |
| كيه ام لامبلو         | 1996        | 2003  | - المسار الأول: ماكاسار > باو باو - المسار الثاني: ماكاسار > باري باري > باليكبابان > تاراكان > نونوكان > بانتولوان > باليكبابان > باري باري > ماكاسار > موميري > لارانتوكا                                                                        |
| كيه ام لابوبار        | 2004        | 3084  | سورابايا > باليكبابان > بانتولوان > امورانغ > بيتونغ > تيرنات > سورونغ > مانوكواري > نابيري > سِرُوي > جايابورا |
| كيه ام نقابولو        | 2001        | 2130  | جاكرتا - سورابايا - ماكاسار - باو باو - أمبون -باندا نيرا - توال - دوبو - كايمانا - فاكفاك |
| كيه ام بانجرانجو      | 1996        | 496   | أمبون -باندا نيرا - نامرولي - ساوملاكي - تبا - موا - كيسار |
| كيه ام سيريماو        | ?           | 969   | - المسار الأول: موميري > باو باو > وانغي وانغي > أمبون > سورونغ > مانوكواري > نابيري - المسار الثاني: موميري > ليوليبا > كوبانغ > كالاباهي > ساوملاكي > توال > دوبو > تيميكا > اقات > ميروكي                                                       |
| كيه ام سينابنق        | 1997        | 1906  | سورابايا > ماكاسار > باو باو > جزيرة بانجاي > بيتونغ > تيرنات > بابانغ > سورونغ > مانوكواري > بياك > جايابورا |
| كيه ام سانجيانغ       | 1997        | 510   | - المسار الأول: بيتونغ > تيرنات > بادانج > سانانا > نامليا > أمبون > جيسر > فاكفاك > سورونغ - المسار الثاني: بيتونغ > كاهكيتانغ > تاهونا > ليرونغ > كاراتانق > ميانغاس - المسار الثالث : بيتونغ > غورونتالو > جزر توجيان > بوسو                    |
| كيه ام تيلونغكابيلا   | 1994        | 970   | بيتونغ > غورونتالو > لو ووك > كونولودال > كنداري > راها > باو باو > ماكاسار > لابوان باجو > بيما > لمبار > بينوا |
| كيه ام تاتامايلو      | 1990        | 969   | بيتونغ > تيدور > بابانغ > سورونغ > فاكفاك > كايمانا > توال > تيميكا > اقات > ميروكي |
| كيه ام تيدار          | 1987        | 1904  | ماكاسار > باو باو > نامرول > أمبون > توال > دوبو > كايمانا > فاكفاك > سورونغ > مانوكواري > نابيري |
| كيه ام اومسني         | 1985        | 1737  | - المسار الأول: جاكرتا > سورابايا > ماكاسار > موميري > لارانتوكا > ليوليبا > كوبانغ > إندي - المسار الثاني: جاكرتا > بنتن |
| كيه ام ويليس          | 1999        | 500   | باتو ليكين > ماكاسار > بيما > لابوان باجو > كالاباهي > كوبانغ |
| كي اف سي جيت لاينر    | 1996        | 550   | كنداري > راها > باو باو > وانغي وانغي |

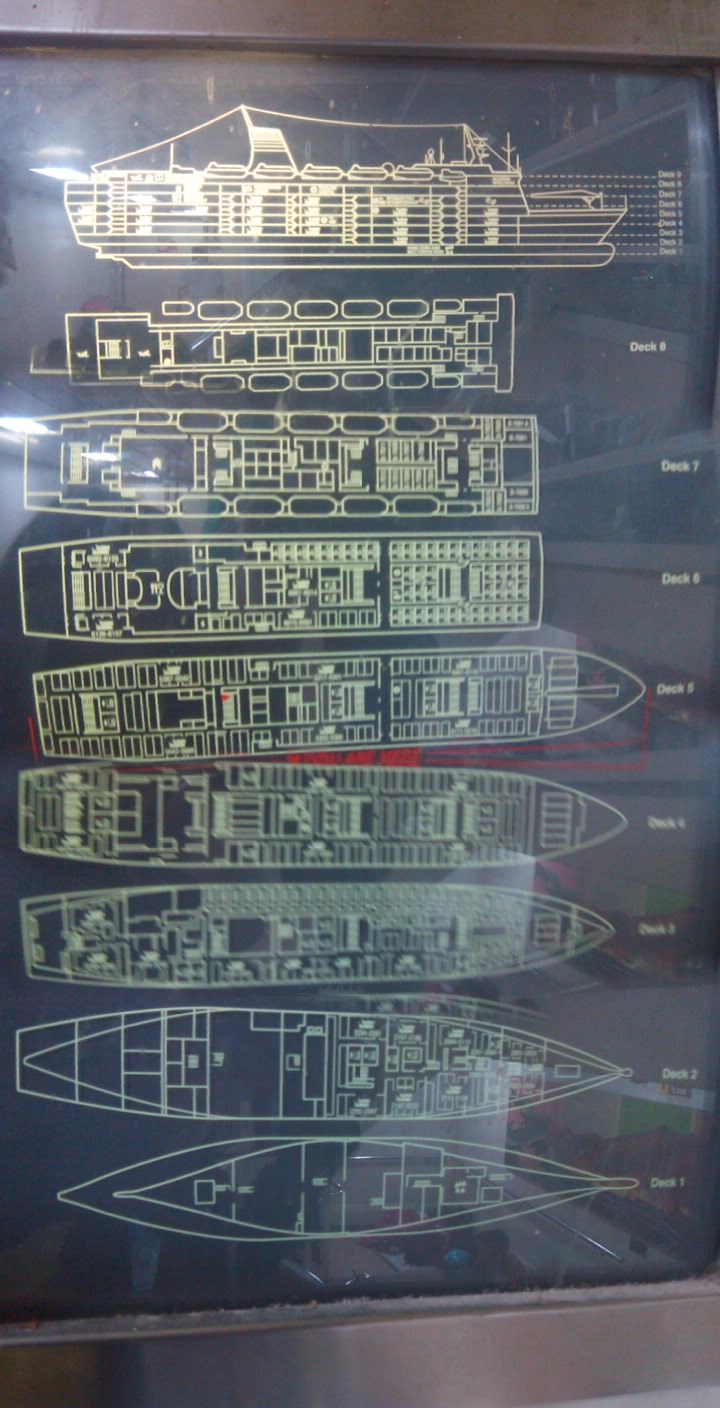
مخطط السفينة دورولندا
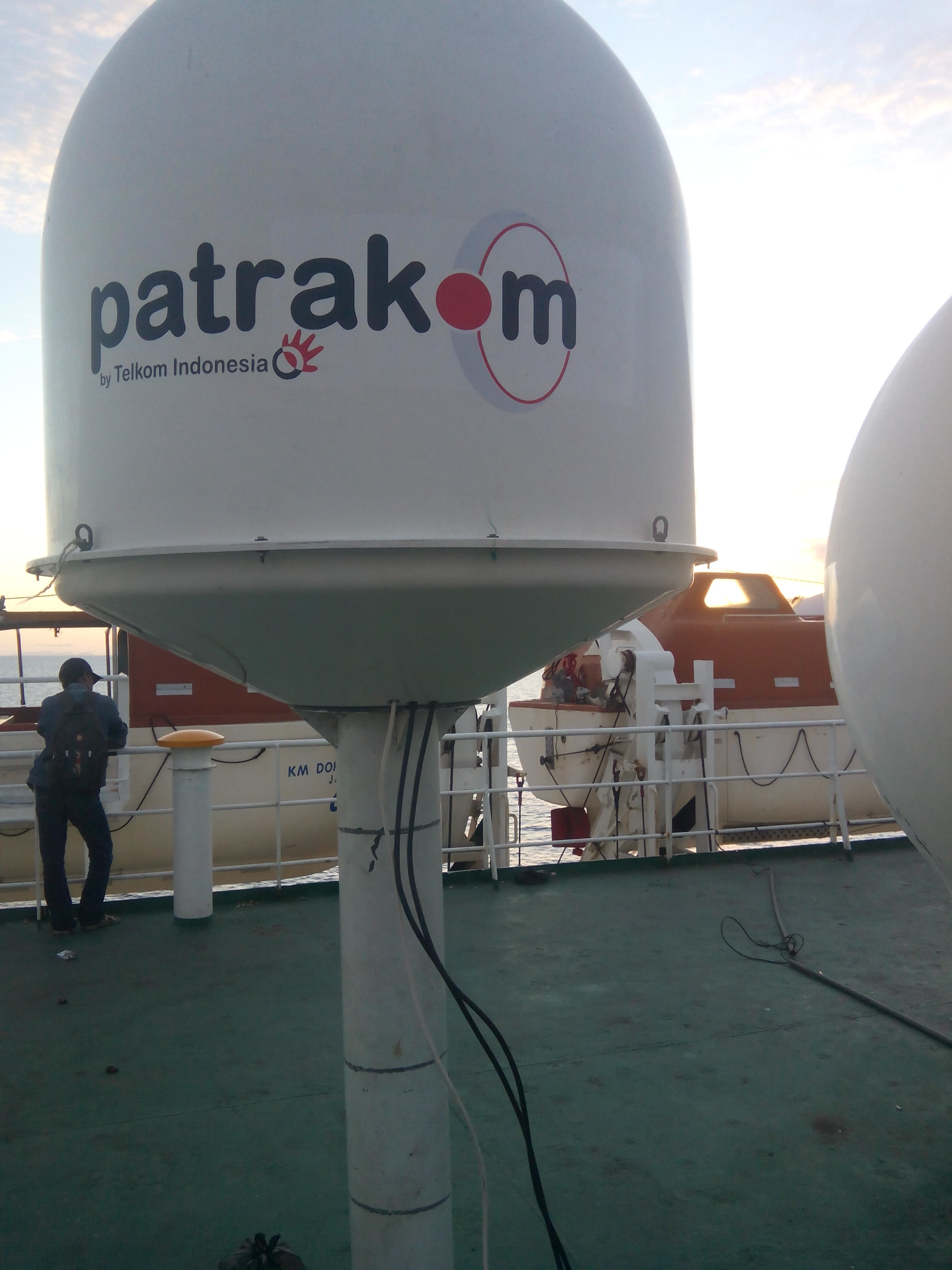
هوائي مثبت على السفينة لخدمات الهواتف المتنقلة
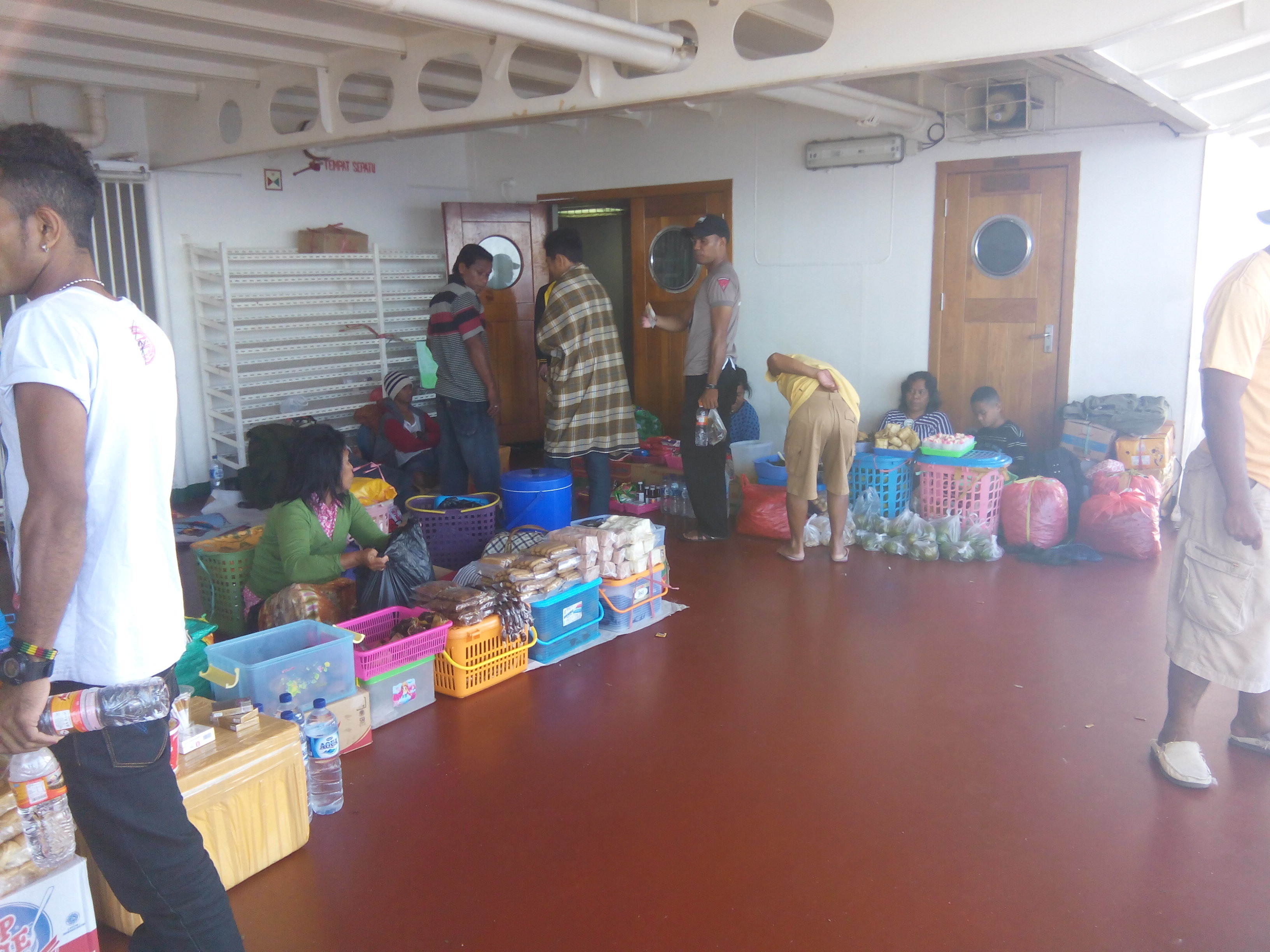
يتواجد الباعة المتجولون على متن السفينة
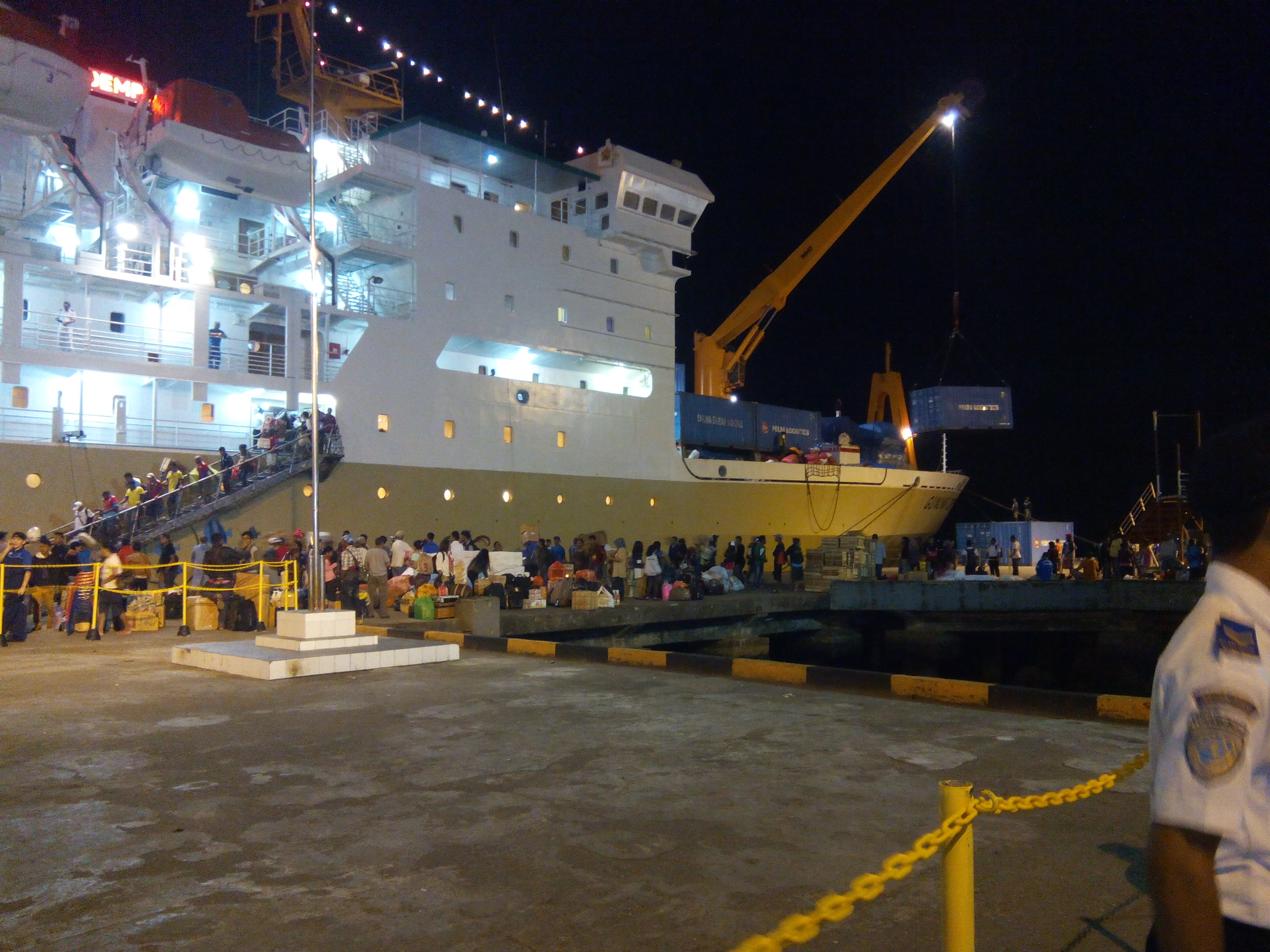
سفينة بيلي غونونغ ديمبو في ميناء أمبون.
- سفينة بيلي تستخدم لنقل السكان في برنامج التوطين الإندونيسي

## روابط خارجية
- الموقع الرسمي